# 차시우판

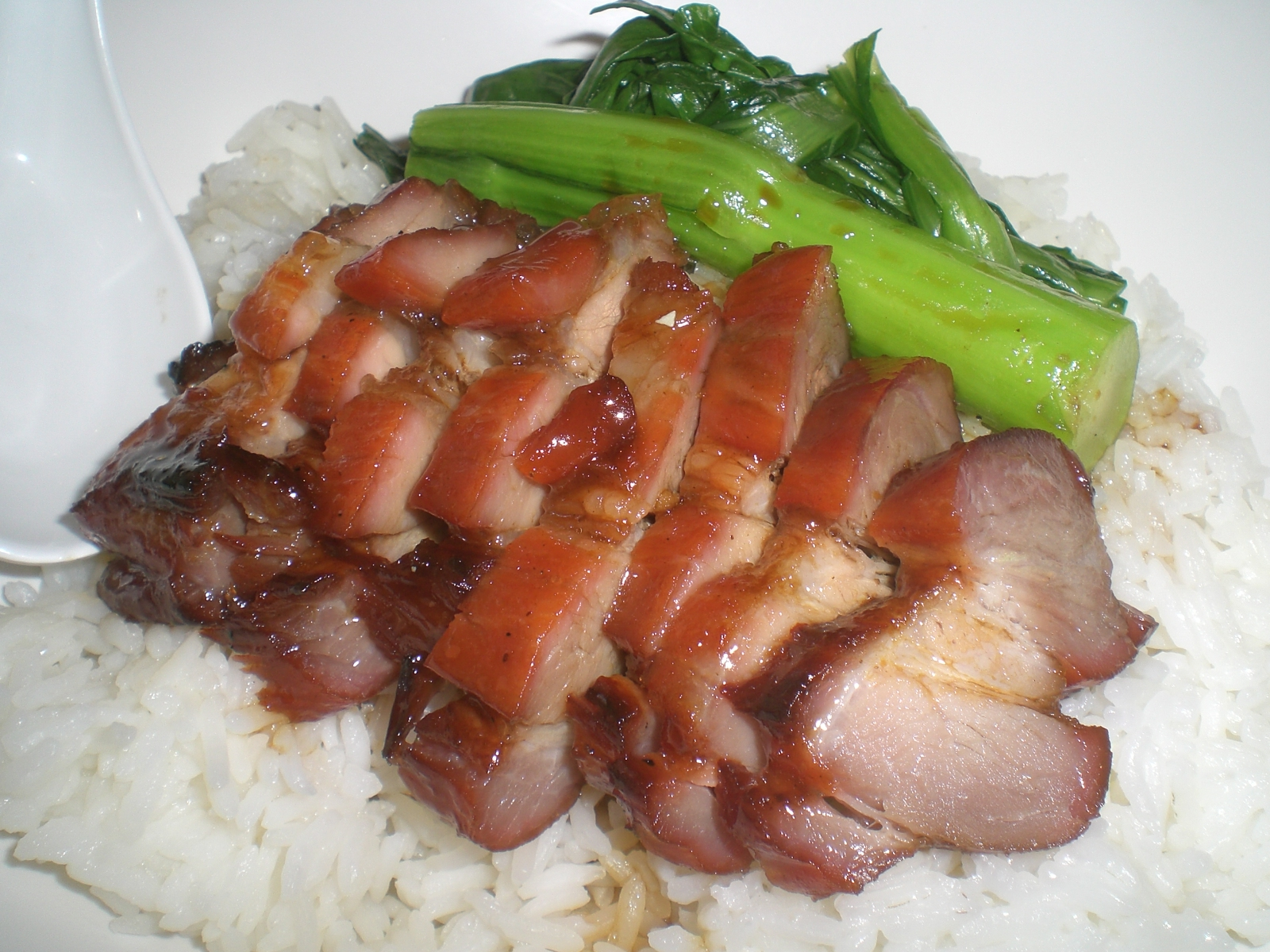
차시우판의 고기

차시우판, 차슈판, 또는 차사오판(중국어 정체자: 叉燒飯, 간체자: 叉烧饭, 월병: caa1 siu1 faan6, 한어 병음: chāshāo fàn)은 밥 위에 차시우를 얹은 뒤 간장 등의 양념장을 첨가해 먹는 광둥 요리이며, 홍콩의 향토음식이다.

## 같이 보기
- 차시우
- 차시우바우